# Tram van Nice

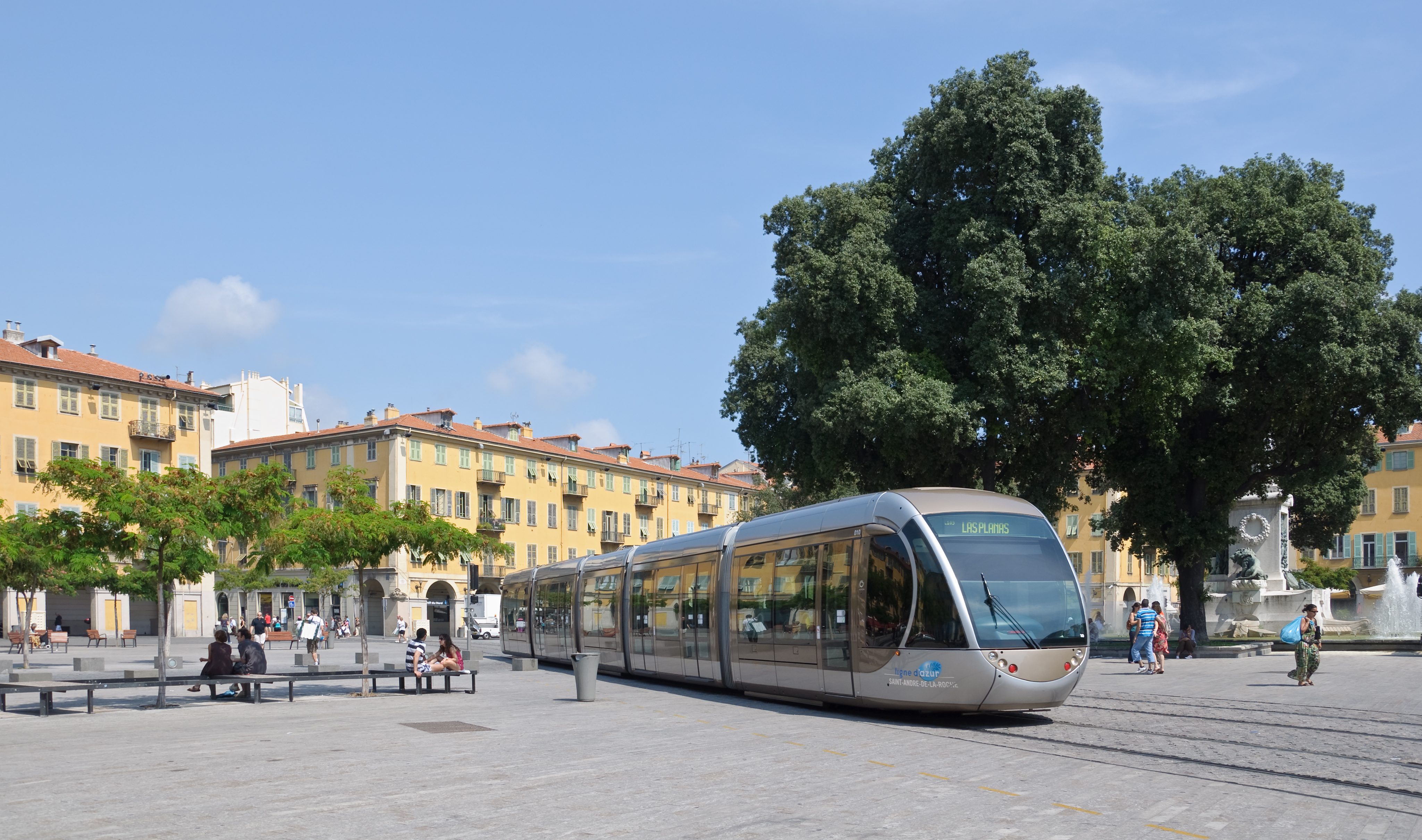
Tram van Nice (lijn 1) op de Place Garibaldi in het stadscentrum

Plattegrond van de drie toenmalige tramlijnen in Nice (2020) met de diverse projecten in gestippelde lijnen

De tram van Nice (Frans: Tramway de Nice) is een tramnetwerk van vier lijnen in de Franse havenstad Nice. De eerste lijn (lijn 1) werd op 24 november 2007 ingehuldigd. Het eerste tramnetwerk in Nice, de Tramway de Nice et du Littoral, bestond van 1878 tot 1953.

## Netwerk
Oorspronkelijk was het de bedoeling dat deze lijn, zoals bijvoorbeeld het geval is bij de tram van Bordeaux, voorzien zou worden van een alimentation par le sol-systeem, waarbij stroom wordt afgenomen van een metaalstrip tussen de rails. Uiteindelijk is toch bovenleiding toegepast, met uitzondering van twee stukken in het centrum waar grote pleinen worden doorkruist. Op deze stukken wordt de tram van stroom voorzien door accu's. Op 6 juli 2013 werd de verlenging van de lijn van Pont Michel naar Hôpital Pasteur geopend.
De tweede lijn (lijn 2) werd op 30 juni 2018 geopend, hoewel deze niet tot 14 december 2019 in haar volledigheid reed. Tussen de halte Centre Universitaire Méditerranéen en het oostelijk eindpunt Port Lympia rijdt lijn 2 door het stadscentrum ondergronds als een semimetro.
Een derde lijn (lijn 3) werd op 13 november 2019 geopend. Deze rijdt vanaf de luchthaven (net als lijn 2) naar het Allianz Riviera-voetbalstadion, volledig buiten het stadscentrum van Nice.

Traject lijn 1
Traject lijn 2
Traject lijn 3